# 钟山草
钟山草（学名：Petitmenginia matsumurae）为玄参科钟山草属下的一个种。